# ۱۰۵۹ (میلادی)
۱۰۵۹ (میلادی) هزار و پنجاه و نهمین سال تقویم میلادی است.

## درگذشتگان
‎